# 리사 마르티네크
리사 마르티네크(Lisa Martinek, 1972년 2월 11일 ~ 2019년 6월 28일)는 독일의 배우이다.

## 출연 작품
- 라이츠 (2009)
- 로크 네스의 비밀 (2008)
- 트위스트 존 (2006)
- 빈센트 (2004)
- 라우트로스 (2004)
- 몇 안되는 잔디 (2000)